# ルイス・オラソ
ルイス・オラソ・アナビタルテ（Luis Olaso Anabitarte、1900年8月15日 - 1981年12月6日）は、スペイン・ビジャボナ出身の元サッカー選手。ポジションはフォワードだった。

## 経歴
1900年、バスク州のビジャボナに生まれた。オラソが19歳の時、医師になることを志して、マドリードへと移住し、同時にアトレティコ・マドリードにも加入した。アトレティコでは前線3トップの左でプレーし、ポロロやデシデリオ・ファハルドとともに攻撃を牽引した。1921年11月18日、アトレティコでの活躍から、スペイン代表に初招集され、この日のポルトガル戦でフル代表デビューを果たした。1929年にはレアル・マドリードへ移籍。2度のラ・リーガ制覇に貢献した。

## タイトル

### クラブ
アトレティコ・マドリード
- カンペオナト・レヒオナル・セントラル : 3回 (1920-21, 1924-25, 1927-28)

レアル・マドリード
- カンペオナト・レヒオナル・セントラル : 4回 (1929-30, 1930-31, 1931-32, 1932-33)
- ラ・リーガ : 2回 (1931-32, 1932-33)